# Dominic Zwerger
Dominic Zwerger (* 16. Juli 1996 in Dornbirn) ist ein österreichischer Eishockeyspieler, der seit Juli 2017 beim HC Ambrì-Piotta aus der Schweizer National League unter Vertrag steht und dort auf der Position des linken Flügelstürmers spielt.

## Karriere

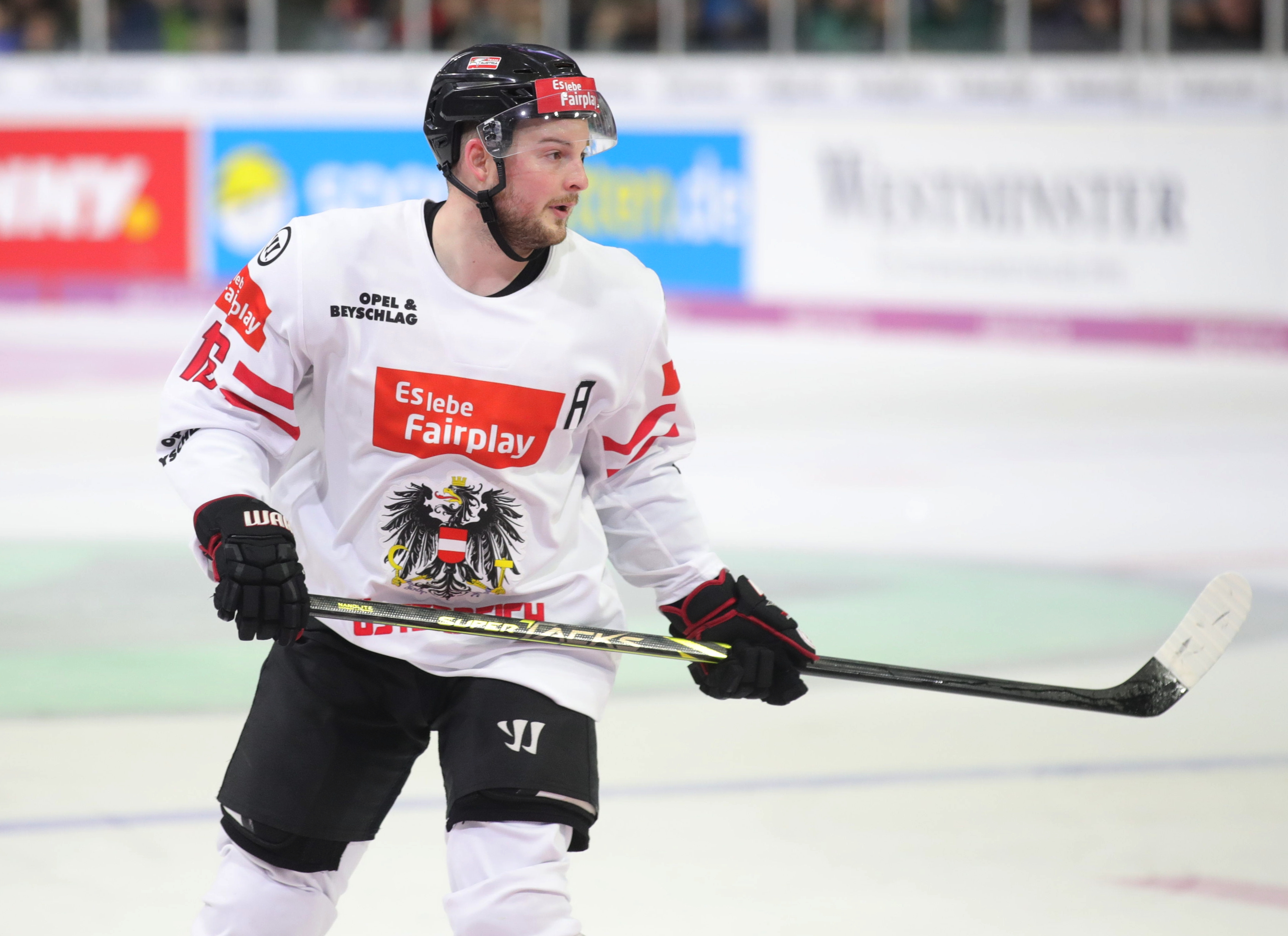
Zwerger im Trikot der österreichischen Nationalmannschaft (2023)

Dominic Zwerger begann beim Dornbirner EC mit dem Eishockeysport und spielte anschließend von 2009 bis 2013 für die Nachwuchsmannschaften der Schweizer Clubs SC Rheintal, SC Herisau und HC Davos. Beim CHL Import Draft 2013 wurde der Stürmer in der zweiten Runde an 106. Stelle von den Spokane Chiefs aus Washington ausgewählt, für die er anschließend drei Spielzeiten in der kanadischen Juniorenliga Western Hockey League (WHL) auflief. Dabei konnte er sein Punktekonto stetig steigern und erzielte in seiner letzten Saison bereits 28 Tore und 31 Assists in 71 Einsätzen, womit er bester Torschütze und zweitbester Scorer der Chiefs wurde.
Im September 2016 wurde Zwerger vom Ligagegner Everett Silvertips unter Vertrag genommen, die den Chiefs im Gegenzug ein Wahlrecht für den WHL Bantam Draft 2017 überließen. 
Bei den Silvertips erzielte er 32 Tore, 58 Assists und eine Plus/Minus-Bilanz von +20 bei 77 Einsätzen. Im Mai 2017 unterschrieb Zwerger einen Vertrag über drei Spielzeiten beim Schweizer NL-Club HC Ambrì-Piotta.

### International
Seinen ersten internationalen Auftritt für sein Heimatland hatte Zwerger bei den Olympischen Jugend-Winterspielen 2012 in Innsbruck. Zudem war er Teilnehmer der U18-Weltmeisterschaft 2013 in Tychy, wo er mit der U18-Nationalmannschaft den dritten Platz der Division IB belegte und dabei drei Tore sowie einen Assist beisteuerte. Zusammen mit Philipp Lindner führte er zudem die Plus/Minus-Bilanz der Mannschaft an. Ebenfalls 2013 ging er mit der U20-Nationalmannschaft bei der Weltmeisterschaft dieser Altersklasse in Amiens an den Start.
Bei der U18-WM 2014 in Székesfehérvár erreichte er mit der Mannschaft den zweiten Platz und wurde mit drei Toren und vier Assists auch österreichischer Topscorer. Im Jahr 2016 spielte er bei der U20-WM in Wien, erzielte erneut drei Tore sowie vier Assists und belegte mit der Mannschaft abermals den zweiten Platz der Division IA. Zwerger wurde mit seinen sieben Punkten zudem Topscorer der Division.
Sein Debüt für die A-Nationalmannschaft gab Zwerger am 9. November 2017 beim Österreich-Cup in Innsbruck und erzielte dabei den 1:0-Führungstreffer gegen Norwegen. In der Folge nahm der Flügelstürmer an den Weltmeisterschaften der Jahre 2018, 2019, 2023, 2024 und 2025 teil. Zudem spielte er bei den Qualifikationsturnieren für die Olympischen Winterspiele 2022 in Peking und 2026 in Mailand.

## Erfolge und Auszeichnungen
- 2016 Topscorer der U20-Junioren-Weltmeisterschaft der Division IA
- 2022 Spengler-Cup-Gewinn mit dem HC Ambrì-Piotta

## Karrierestatistik
Stand: Ende der Saison 2024/25

### International
Vertrat Österreich bei:
| - Olympischen Jugend-Winterspielen 2012 - U20-Junioren-Weltmeisterschaft der Division IA 2013 - U18-Junioren-Weltmeisterschaft der Division IB 2013 - U18-Junioren-Weltmeisterschaft der Division IB 2014 - U20-Junioren-Weltmeisterschaft der Division IA 2016 - Weltmeisterschaft 2018 | - Weltmeisterschaft 2019 - Qualifikationsturnier für die Olympischen Winterspiele 2022 - Weltmeisterschaft 2023 - Weltmeisterschaft 2024 - Qualifikationsturnier für die Olympischen Winterspiele 2026 - Weltmeisterschaft 2025 |

(Legende zur Spielerstatistik: Sp oder GP = absolvierte Spiele; T oder G = erzielte Tore; V oder A = erzielte Assists; Pkt oder Pts = erzielte Scorerpunkte; SM oder PIM = erhaltene Strafminuten; +/− = Plus/Minus-Bilanz; PP = erzielte Überzahltore; SH = erzielte Unterzahltore; GW = erzielte Siegtore; 1 Play-downs/Relegation; Kursiv: Statistik nicht vollständig)